# Евбулякский сельсовет
Евбулякский сельсовет — административно-территориальная единица и муниципальное образование в Аскинском районе Республики Башкортостан Российской Федерации.

## История
Законом «О границах, статусе и административных центрах муниципальных образований в Республике Башкортостан» муниципальное образование наделено статусом сельского поселения.

## Население
| 2002 | 2009  | 2010 | 2012 | 2013 | 2014 | 2015 |
| ---- | ----- | ---- | ---- | ---- | ---- | ---- |
| 1083 | ↗1132 | ↘901 | ↘886 | ↘847 | ↘814 | ↘785 |
| 2016 | 2017  |      |      |      |      |      |
| ↘751 | ↘729  |      |      |      |      |      |

## Состав сельского поселения
| № | Населённый пункт | Тип населённого пункта          | Население |
| - | ---------------- | ------------------------------- | --------- |
| 1 | Евбуляк          | деревня, административный центр | ↘86       |
| 2 | Упканкуль        | деревня                         | ↘404      |
| 3 | Султанай         | деревня                         | ↘243      |
| 4 | Новый Карткисяк  | деревня                         | ↘58       |
| 5 | Королёво         | деревня                         | ↘54       |
| 6 | Чёрное Озеро     | деревня                         | ↘36       |
| 7 | Кушкуль          | деревня                         | ↘20       |